# Kansai

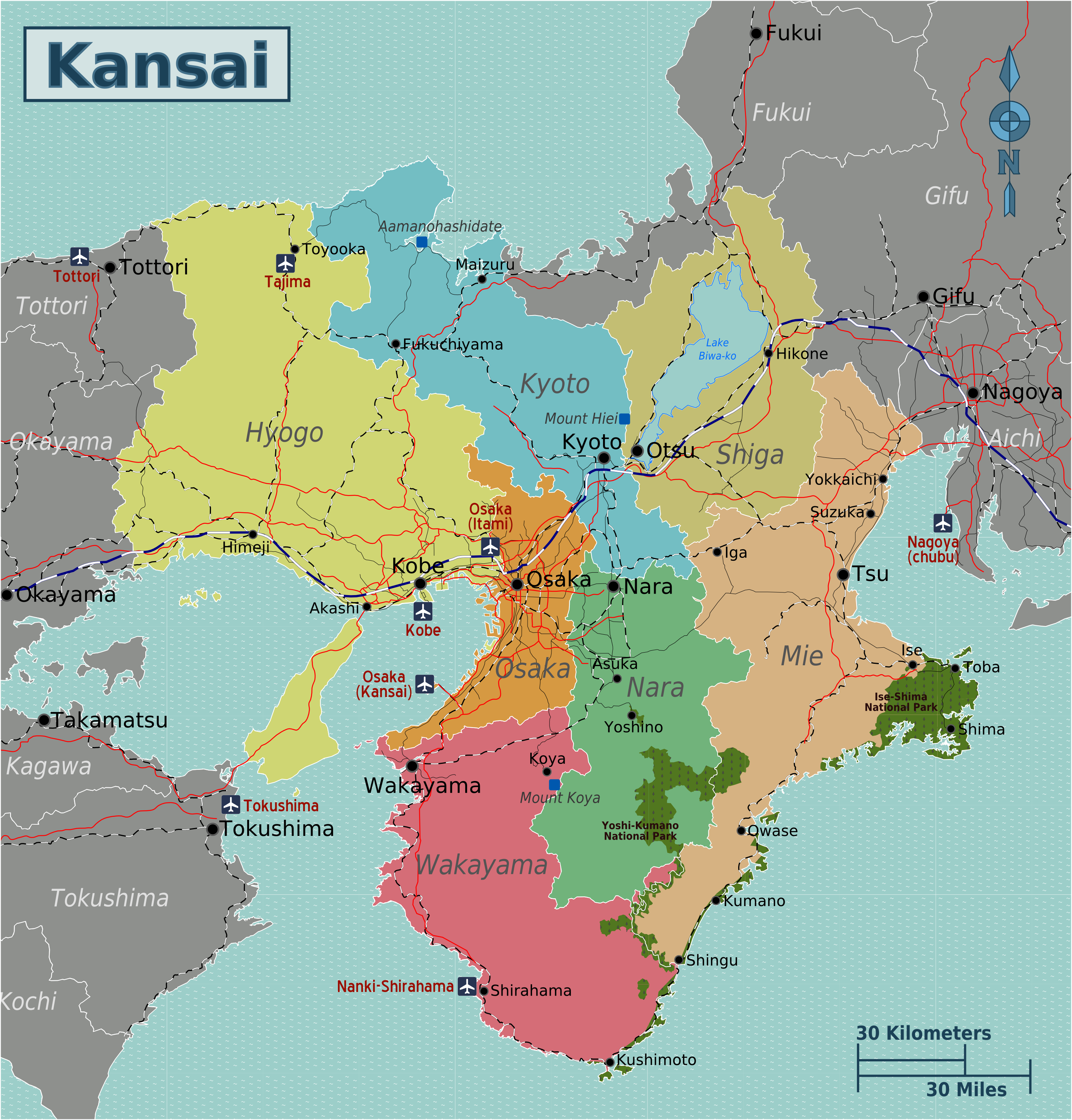
Mapa regionu Kansai

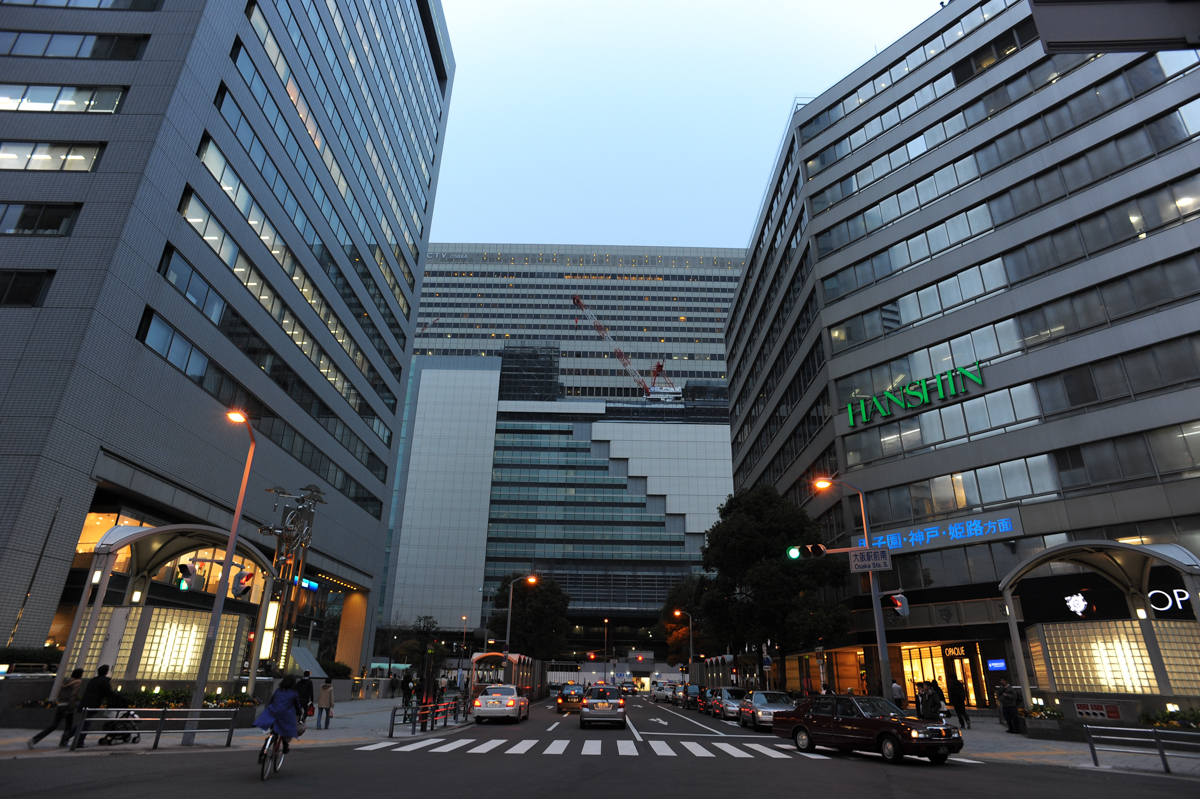
Centrum Osaki

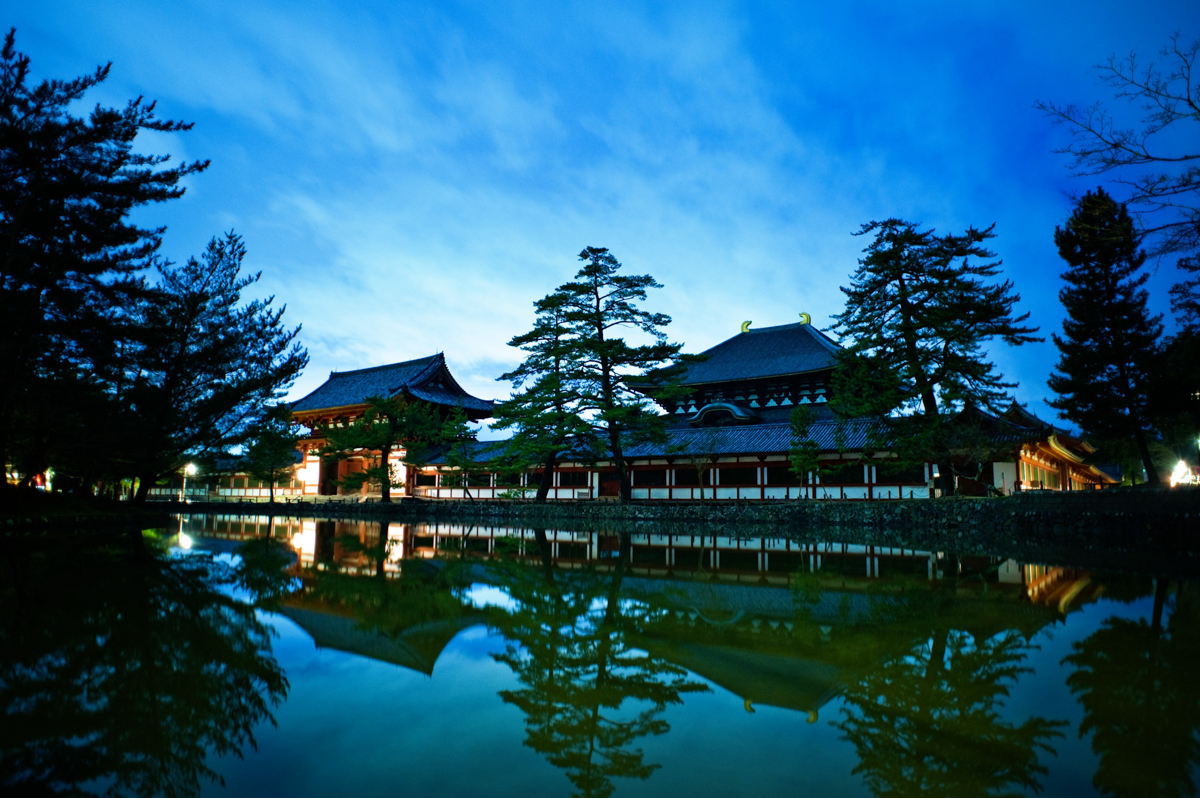
Świątynia Tōdai-ji w Nara

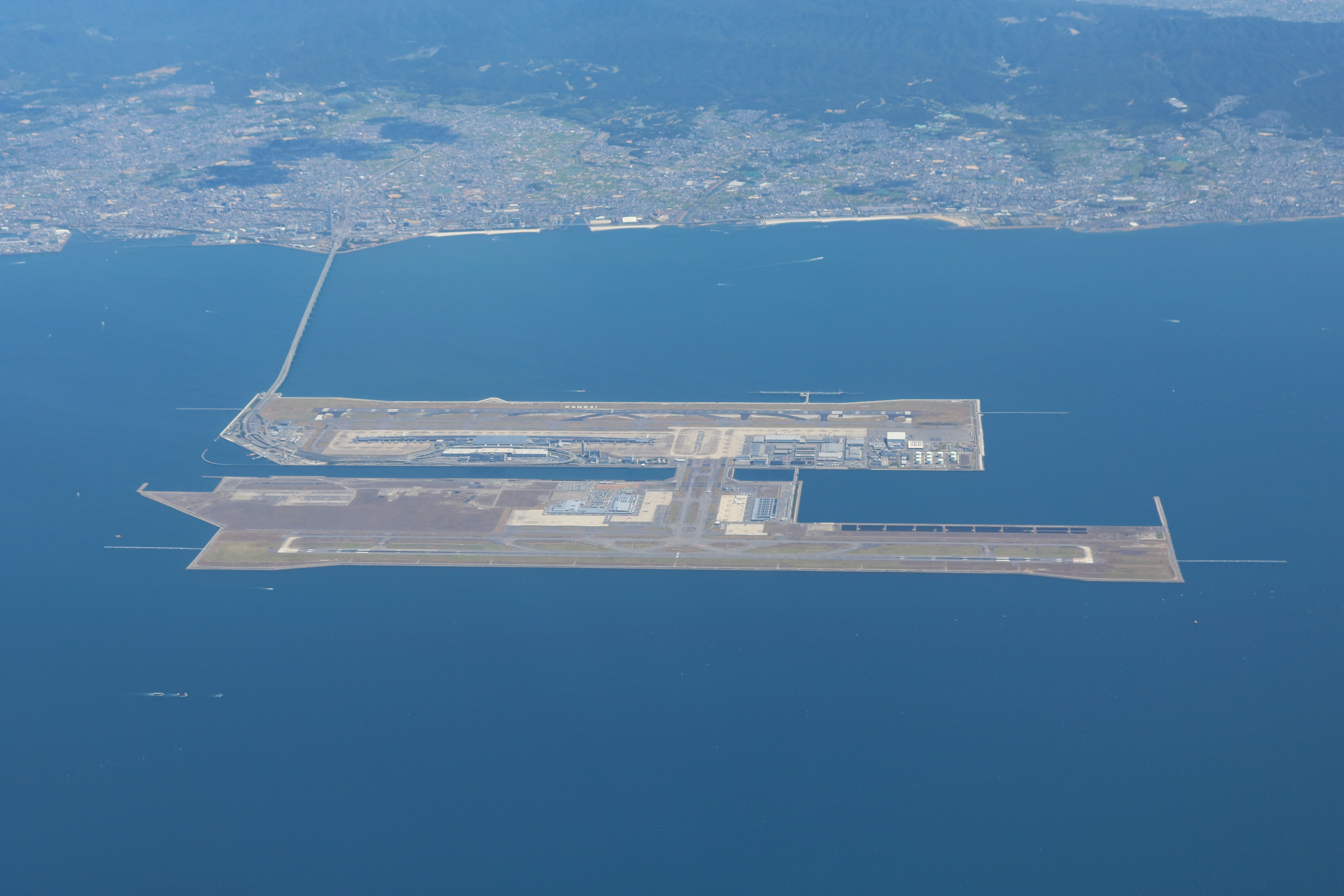
Międzynarodowy Port Lotniczy Kansai (2022)

Kansai (jap. 関西) – region w Japonii, położony w południowo-zachodniej części wyspy Honsiu, skupiony wokół miast: Osaka, Kioto i Kobe. W szerszym znaczeniu obejmuje prefektury Osaka, Kioto, Nara, Hyōgo, Wakayama i Shiga, tworząc wraz z prefekturą Mie region ekonomiczny Kinki. Granice te są jednak płynne i w zależności od kontekstu mogą uwzględniać także prefektury: Mie, Fukui, Tokushima i Tottori.

## Historia
Część tego regionu, prowincja Yamato (Yamato-no-kuni, ob. prefektura Nara), jest uważana za kolebkę cywilizacji japońskiej. Od co najmniej VIII wieku znajdował się tu ośrodek władzy cesarskiej. Ustanowiono tu siedziby dworu, stolice: Nara (dawniej Heijō-kyō) w 710 roku, Nagaoka-kyō w 784 roku, Heian-kyō w 794 roku, a po zmianie nazwy w XI wieku Kyōto (wcześniej była nazywana także: Kyō, Miyako, Kyō no Miyako, Keishi). Z biegiem wieków rola stolicy cesarskiej stała się symboliczna, pozostając kulturowym sercem Japonii aż do XIX wieku. Stało się tak dlatego, że władza cesarza została zdominowana przez potężne rody wojskowe, które zakładały własne ośrodki administracyjne. We wschodniej Japonii, w regionie Kantō były to Kamakura (1192–1333) i Edo (1603–1868), a w Kansai – Muromachi, dzielnica Kioto, dokąd w 1378 roku przeniósł swój dwór siogun Yoshimitsu Ashikaga (1358–1408).  
W 1868 roku cesarz Mutsuhito (Meiji) odzyskał pełnię władzy, przeniósł swoja siedzibę do Edo i zmieniając jego nazwę na Tokio, doprowadził do przesunięcia centrum politycznego kraju do Kantō.
Nazwa Kansai zaczęła być używana w X w. (okres Heian) i oznacza po japońsku „na zachód od punktu kontroli”, odnosząc się do strategicznego przejścia o nazwie Ōsaka-no-seki, które znajdowało się na granicy prowincji Ōmi (ob. obecnie prefektura Shiga) i Yamashiro (ob. południowa część prefektury Kioto). 
Wraz z nastaniem siogunatu w 1192 roku, siogun Yoritomo Minamoto (1147–1199) przeniósł ośrodek władzy do miasta Kamakura w regionie Kantō. Cesarz, którego władza została ograniczona, nadal rezydował na swoim dworze w Kioto. Kansai zaczęło być od tego czasu utożsamiane z symboliczną i kulturową władzą cesarską, a Kantō z polityczną i militarną władzą siogunów. Różnice te miały przełożenie na strukturę społeczną w tych regionach. W czasie siogunatu Tokugawów prawie połowę mieszkańców stolicy Edo (Tokio) stanowili samurajowie, podczas gdy w skupionej na handlu Osace było ich mniej niż 1%.

## Niektóre różnice pomiędzy Kansai i Kantō
Kupiecka przeszłość Osaki ma przeniesienie na postrzeganie mieszkańców całego regionu. Japończycy przypisują im takie cechy jak pragmatyczność, przedsiębiorczość i duże poczucie humoru, które wyróżniają ich na tle wyrafinowanych i powściągliwych mieszkańców Kantō. W Kansai na schodach ruchomych stoi się po prawej stronie, a wchodzi po lewej – odwrotnie niż w regionie Kantō.
Wiele różnic występuje w przyrządzaniu potraw, ich nazwach i kulturze kulinarnej. Przykładowo usukuchi-shōyu (lekki sos sojowy) produkowany w regionie Kansai ma jaśniejszy kolor i jest bardziej słony od używanego w Kantō koikuchi-shōyu (ciemny, bogaty smakowo), a nattō jest tu mniej lubiane niż na wschodzie Japonii. Z tego regionu, a zwłaszcza z Osaki, wywodzą się m.in. takie potrawy kulinarne, jak: okonomiyaki, takoyaki czy kitsune-udon.

## Dialekt
Mieszkańcy regionu Kansai posługują się dialektem języka japońskiego (właściwie grupą dialektów) Kansai-ben (関西弁). Wyróżnia się on odmiennym słownictwem, gramatyką, wymową i intonacją, a Japończycy postrzegają go jako bardziej swobodny, naładowany emocjonalnie i głośniejszy niż standardowy japoński.